# Bois Bizin
Les Bois Bizin sont une zone forestière d'altitude de la Montagne bourbonnaise, dans le département de l'Allier et à la limite du département de la Loire. 

## Géographie

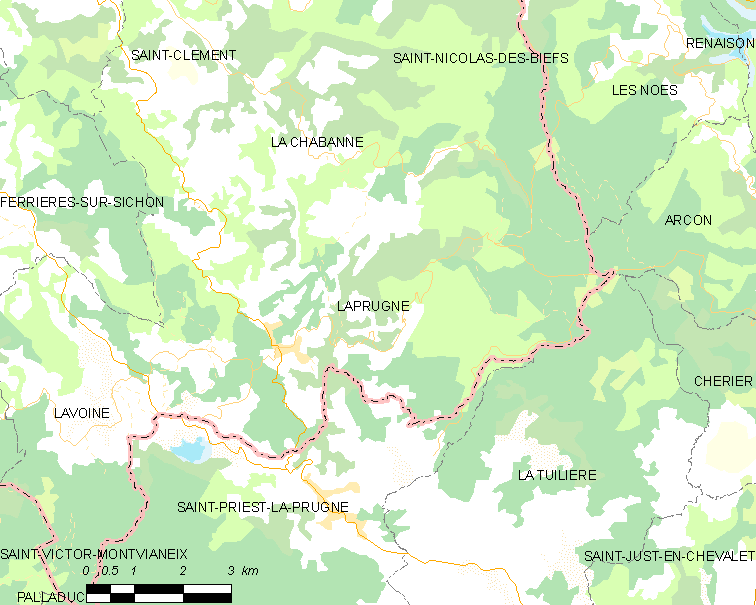
Situation des Bois Bizin

Cette zone est située entre Le Mayet-de-Montagne, Ferrières-sur-Sichon, Lavoine, Saint-Priest-la-Prugne, Laprugne, La Chabanne et Saint-Clément. Elle domine la rive droite du Sichon, à l'ouest, et la rive gauche de la haute vallée de la Besbre, à l'est. Il s'agit d'un chaînon orienté du nord-ouest au sud-est, à une altitude variant d'environ 750 m à presque 1000 m. Le point culminant de ce paysage granitique se trouve au roc des Gabelous à 980 m et d'autres sommets notables sont le rocher Saint-Vincent (925 m) et le Grand Roc (872 m). Le col du Beaulouis (823 m) permet la traversée de ce chaînon au sud : il sépare les Bois Bizin des Bois Noirs et du puy de Montoncel ; il était emprunté par le tacot de la Montagne bourbonnaise et l'est encore par l'ancienne RN 495, déclassée, qui relie Cusset à Saint-Just-en-Chevalet.
Aucune route ne traverse la forêt de part en part, sauf à l'extrême sud une route qui relie Lavoine à Laprugne par le village et le col du Point du Jour et une autre route qui relie le col du Beau Louis à Laprugne par le village du Vernois. Des chemins vicinaux et des chemins forestiers desservent des écarts et permettent l'exploitation forestière. La zone est encadrée par la D 995 (ou D 495 sur la commune de Saint-Priest-la-Prugne, dans la Loire), ancienne RN 495, qui suit la vallée du Sichon à l'ouest, et par la D 7 qui permet d'aller de Saint-Priest-la-Prugne au Mayet-de-Montagne par Laprugne, en suivant le flanc est de la forêt.
Des Bois Bizin et de leurs contreforts descendent plusieurs ruisseaux :
- à l'est, affluents de rive gauche de la Besbre : du sud au nord, la Goutte Routard, la Goutte Georges, la Goutte Fayet, la Goutte Ribon, le Sulore, le Ruisseau des Arbres, la Goutte Breda.
- à l'ouest, affluents de rive droite du Sichon : du sud au nord, la Goutte Pouzerattes, le Feratai, le Siamouzan.

En outre, au nord, le Ruisseau de l'Almanza arrose Le Mayet-de-Montagne avant de se jeter dans la Besbre.

## Toponymie
L'appellation spécifique Bois du Bizin désigne la partie nord de cette zone forestière, sur la commune du Mayet-de-Montagne, et tire son nom du hameau du Bizin à la limite nord de la forêt. De là, l'appellation s'est étendue à l'ensemble de ce massif forestier entre Sichon et Besbre.

## Tourisme
La zone des Bois Bizin est propice aux randonnées pédestre, équestre et cycliste. Le GR 3 (qui suit la Loire de sa source, au mont Gerbier de Jonc, jusqu'à l'Atlantique) la traverse dans presque toute sa longueur du sud au nord ; il entre dans la zone à proximité du rocher Saint-Vincent, passe au roc des Gabelous puis suit le chemin de crête, dit chemin de la Ligue, en direction du nord, avant de descendre vers Saint-Clément. Avant d'entrer dans le bois du Bizin, il croise le GRP Montagne bourbonnaise qui traverse la forêt d'est en ouest au niveau du Grand Roc.